# Ernst von Destouches

Ernst von Destouches

Ernst von Destouches (* 4. Januar 1843 in München; † 24. April 1916 ebenda) war ein deutscher Archivar.

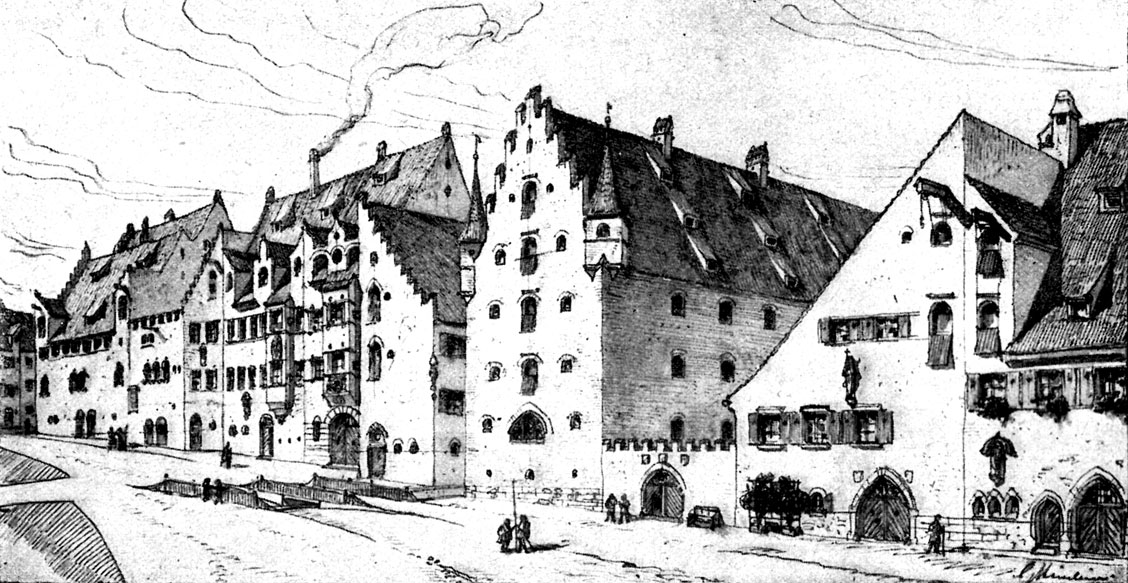
Das Münchner Stadtmuseum auf einer Zeichnung nach dem Sandtnerschen Stadtmodell

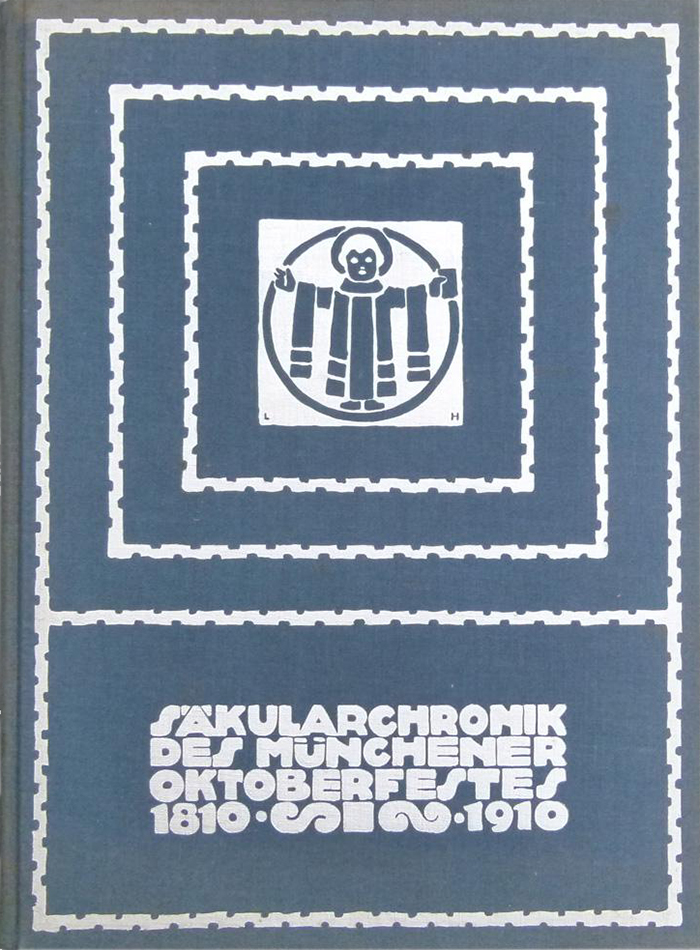
Titel der Chronik 100 Jahre Oktoberfest 1810–1910

## Leben und Wirken
Der Enkel des Dramatikers und Hofbeamten Joseph Anton von Destouches (1767–1832) und Großneffe des Musikers und Komponisten Franz Seraph Destouches (1772–1844) studierte Rechtswissenschaften in München, wo er ab 1863 (im Alter von 19 Jahren) das verwaiste Stadtarchiv übernahm und die Münchner Stadtchronik seines Vaters Ulrich von Destouches (1802–1863) weiterführte. Später war er unter anderem auch für das Außenministerium tätig. 1876 wurde er zum Sekretär im Geheimen Haus-Staatsarchiv ernannt und 1887 königlicher Rat. Destouches gründete das Städtische Historische Museum München (Stadtmuseum), wo er ab 1873 als Konservator arbeitete. Außerdem verfasste Destouches zahlreiche Schriften zur Münchener Stadtgeschichte, z. B. die Säkularchronik zur Hundertjahrfeier des Oktoberfests 1810–1910.

## Grabstätte

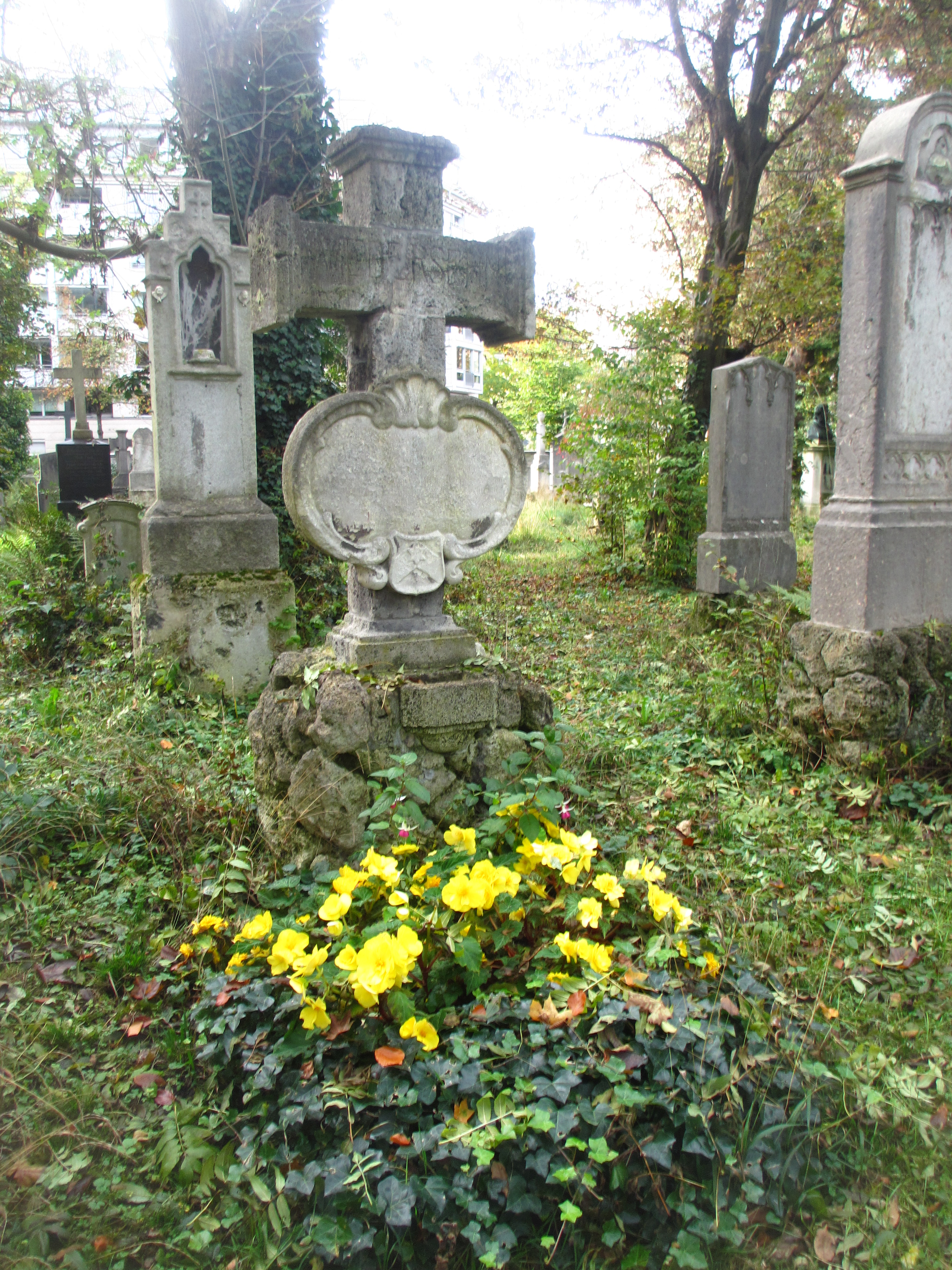
Grab von Ernst Destouches auf dem Alten Südlichen Friedhof in München

Die Grabstätte befindet sich auf dem Alten Südlichen Friedhof in München (Gräberfeld 18 – Reihe 1 – Platz 16, Standort).
In diesem Grab liegen weitere Familienmitglieder:
- Ulrich von Destouches, sein Vater, 14. Oktober 1802 (Amberg/Opf.) – 27. Januar 1863 (München)
- Barbara von Destouches, 24. April 1812 – 30. November 1829
- Amalie von Destouches (verh.) / Schneider (geb.), 27. Mai 1813 – 3. September 1854
- Marie von Destouches (verh.) / von Hayn (geb.), 3. Oktober 1816 – 25. April 1866
- Michael von Destouches, 19. Dezember 1795 – 6. März 1880

## Nachfahren
Seine Tochter Johanna von Destouches (* 3. Juni 1869; † 12. Januar 1956 in München) war Malerin und Dichterin.

## Namensgeber für Straße
Nach Ernst von Destouches wurde 1890 in München im Stadtteil Am Luitpoldpark (Stadtbezirk 4 – Schwabing-West) die Destouchesstraße (Standort) benannt.

## Schriften (Auswahl)
Eine umfassendere Übersicht wurde 2018 publiziert:
 Meinolf Schwarzenau: Veröffentlichungen von Ernst von Destouches (1843–1916). Eine Auswahlbibliografie seiner historischen und literarischen Schriften. In: Historischer Verein von Oberbayern (Hrsg.): Oberbayerisches Archiv. Band 142. Verlag des Historischen Vereins von Oberbayern (Stadtarchiv München), München 2018, S. 88–139 (mit 21 Abbildungen).
- Aus der Jugendzeit. Gedichte. Franz, München 1866.
- Geschichte des Königlich Bayerischen St. Elisabethen-Ordens. München 1873.
- Säcular-Bilder aus Münchens Vergangenheit. Zettler, München 1884 (Digitalisat).
- Geschichte des Königlich Bayerischen Haus-Ritter-Ordens vom Heiligen Georg. Buchner, Bamberg 1890.
- Geschichte des Historischen Museums und der Mailinger Sammlung der Stadt München, Lindauer, München 1894.
- Orlando di Lasso. Ein Lebensbild zum dritten Centenarium seines Todestages (14. Juni 1894). Lentner, München 1894 (Digitalisat).
- Fünfzig Jahre Münchener Gewerbe-Geschichte 1848–1898. Nationale Verlagsanstalt, München 1898 (Digitalisat).
- Säkular-Chronik des Münchener Oktoberfestes (Zentral-Landwirtschafts-Festes 1810–1910). Lindauer, München 1910 (Digitalisat).
- Die Jahrhundertfeier des Münchener Oktoberfestes. Lindauer, München 1912 (Digitalisat).
- Historische Ausstellung der Stadt München, veranstaltet aus deren Maillinger-Sammlung. In: Antiquitäten-Rundschau. Zeitschrift für Museen, Sammler und Antiquare. Bd. 13 (1915), Nr. 16, 3. August 1915, S. 121–123 und Nr. 17, 17. August 1915, S. 129–131.